# Rubus flavianus
Rubus flavianus är en rosväxtart som beskrevs av Blanchard. Rubus flavianus ingår i släktet rubusar, och familjen rosväxter. Inga underarter finns listade i Catalogue of Life.